# Nanaimo—Cowichan

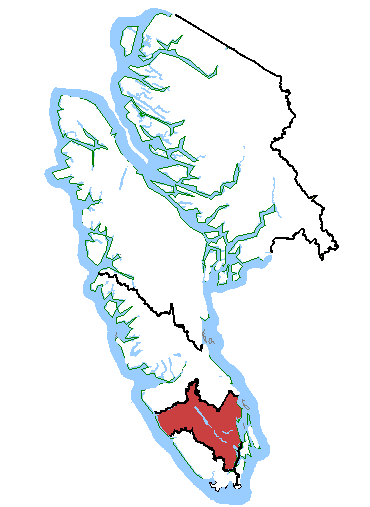
Localisation de la circonscription Nanaimo—Cowichan en rouge

Nanaimo—Cowichan est une ancienne circonscription électorale fédérale canadienne de la Colombie-Britannique, représentée de 1988 à 2015.

## Circonscription fédérale
La circonscription se situait à l'ouest de la Colombie-Britannique au sud de l'île de Vancouver. Cette circonscription représentait les villes de Nanaimo, North Cowichan, Cowichan Valley, Ladysmith et Duncan. 
Les circonscriptions limitrophes étaient Esquimalt—Juan de Fuca, Nanaimo—Alberni et Saanich—Gulf Islands. 
Elle possédait une population de 125 149 personnes, dont 94 057 électeurs, sur une superficie de 3 961 km². 

## Résultats électoraux
|       | Candidat          | Parti              | # de voix | % des voix |
|       | John Koury        | Conservateur       | +24 497,  | 38,31 %    |
|       | Brian Fillmore    | Libéral            | +03 007,  | 4,7 %      |
|       | (x) Jean Crowder  | NPD                | +31 272,  | 48,9 %     |
|       | Anne Marie Benoit | Vert               | +05 005,  | 7,83 %     |
|       | Jack East         | Marxiste-léniniste | +00170,   | 0,27 %     |
| Total | Total             | Total              | 63 951    | 100 %      |

|       | Candidat           | Parti              | # de voix | % des voix |
|       | Reed Elley         | Conservateur       | +22 584,  | 37,59 %    |
|       | Brian Scott        | Libéral            | +04 429,  | 7,37 %     |
|       | Jean Crowder       | NPD                | +27 144,  | 45,18 %    |
|       | Christina Knighton | Vert               | +05 744,  | 9,56 %     |
|       | Jack East          | Marxiste-léniniste | +00180,   | 0,3 %      |
| Total | Total              | Total              | 60 081    | 100 %      |

## Historique
La circonscription a été créée en 1987 à partir d'une partie des circonscriptions de Nanaimo—Alberni et de Cowichan—Malahat—Les Îles. Abolie lors du redécoupage de 2012, elle fut redistribuée parmi Cowichan—Malahat—Langford et Nanaimo—Ladysmith.
1. 1997-2004 — Reed Elley, PR (1997-2000), AC (2000-2003) et PCC (2003-2004)
2. 2004-2015 — Jean Crowder, NPD

- AC = Alliance canadienne
- NPD = Nouveau Parti démocratique
- PCC = Parti conservateur du Canada
- PR = Parti réformiste du Canada

1. ↑  Élections Canada.